# Environmental Working Group

Die Environmental Working Group (EWG) ist eine internationale, gemeinnützige Organisation (501(c)(3)), die sich auf Forschung und Interessenvertretung in den Bereichen Agrarsubventionen, gesundheits- und umweltschädliche Chemikalien, Trinkwasserkontaminanten und Unternehmensverantwortung spezialisiert hat.
Die EWG wurde 1993 durch Ken Cook und Richard Wiles gegründet. Der Hauptsitz ist in Washington, D.C., weitere Sitze in Minneapolis und Sacramento.

## Aktivitäten
Die EWG unterhält Skin Deep, eine Datenbank von rund 90 000 kosmetischen Produkten.
Im Sunscreen Guide werden rund 1700 Sonnenschutzmittel aufgeführt und bewertet. Laut EWG erfüllt etwa jedes vierte Produkt deren Standards für einen angemessenen Sonnenschutz und vermeidet Inhaltsstoffe, die mit bekannten Gesundheitsschäden in Verbindung gebracht werden.
In der Tap Water Database können Angaben zur Trinkwasserqualität wie die Herkunft oder allfällige Überschreitungen von Höchstwerten abgefragt werden.
Zusammen mit der Northeastern University unterhält die EWG die PFAS Contamination Map.

## Finanzierung
Im Geschäftsjahr 2020 nahm die EWG über 12,8 Millionen Dollar ein und gab über 12,4 Millionen Dollar aus. Fast die Hälfte der von der EWG im Jahr 2020 gesammelten Gelder wurde von Einzelspendern beigesteuert.

## Kritik
In einer 2009 bei Mitgliedern der Society of Toxicology durchgeführten Umfrage waren 79 % der Meinung, die EWG übertreibe bezüglich der Risiken durch Chemikalien.